# Pseudogastromyzon
Pseudogastromyzon és un gènere de peixos de la família dels balitòrids i de l'ordre dels cipriniformes.

## Taxonomia
- Pseudogastromyzon buas (Mai, 1978)
- Pseudogastromyzon changtingensis (Liang, 1942)[2]
- Pseudogastromyzon cheni (Liang, 1942)[2]
- Pseudogastromyzon daon (Mai, 1978)[3]
- Pseudogastromyzon elongata (Mai, 1978)
- Pseudogastromyzon fangi (Nichols, 1931)[4]
- Pseudogastromyzon fasciatus (Sauvage, 1878)[5]
- Pseudogastromyzon laticeps (Chen & Zheng a Zheng & Chen, 1980)[6]
- Pseudogastromyzon lianjiangensis (Zheng, 1981)[7]
- Pseudogastromyzon loos (Mai, 1978)
- Pseudogastromyzon maculatum (Chen & Zheng a Zheng & Chen, 1980)
- Pseudogastromyzon meihuashanensis (Li, 1998)[8]
- Pseudogastromyzon myersi (Herre, 1932)[9]
- Pseudogastromyzon peristictus (Zheng & Li, 1986)[10][11][12][13][14][15][16]